# Symplocos violacea
Symplocos violacea är en tvåhjärtbladig växtart som beskrevs av August Brand. Symplocos violacea ingår i släktet Symplocos och familjen Symplocaceae. Inga underarter finns listade i Catalogue of Life.